# Suoqian (köpinghuvudort i Kina, Zhejiang Sheng, lat 30,11, long 120,28)
Suoqian är en köpinghuvudort i Kina. Den ligger i provinsen Zhejiang, i den östra delen av landet, omkring 18 kilometer sydost om provinshuvudstaden Hangzhou. Antalet invånare är 39 100. Befolkningen består av 19 573 kvinnor och 19 527 män. Barn under 15 år utgör 14,0 %, vuxna 15-64 år 74 %, och äldre över 65 år 11,0 %.
Runt Suoqian är det tätbefolkat, med 550 invånare per kvadratkilometer. Närmaste större samhälle är Puyan, 13,4 km väster om Suoqian. I omgivningarna runt Suoqian växer i huvudsak blandskog.
Genomsnittlig årsnederbörd är 1 869 millimeter. Den regnigaste månaden är juni, med i genomsnitt 328 mm nederbörd, och den torraste är november, med 74 mm nederbörd.